# Edgerton (Ohio)
Edgerton és una població dels Estats Units a l'estat d'Ohio. Segons el cens del 2000 tenia 2.117 habitants.

## Demografia
Segons el cens del 2000, Edgerton tenia 2.117 habitants, 812 habitatges, i 568 famílies. La densitat de població era de 439,5 habitants per km².
Dels 812 habitatges en un 33,5% hi vivien nens de menys de 18 anys, en un 54,2% hi vivien parelles casades, en un 11,3% dones solteres, i en un 30% no eren unitats familiars. En el 25,2% dels habitatges hi vivien persones soles el 12,4% de les quals corresponia a persones de 65 anys o més que vivien soles. El nombre mitjà de persones vivint en cada habitatge era de 2,52 i el nombre mitjà de persones que vivien en cada família era de 3,01.
Per edats la població es repartia de la següent manera: un 26,8% tenia menys de 18 anys, un 8,5% entre 18 i 24, un 27,8% entre 25 i 44, un 20,7% de 45 a 60 i un 16,2% 65 anys o més.
L'edat mediana era de 36 anys. Per cada 100 dones de 18 o més anys hi havia 83,4 homes.
La renda mediana per habitatge era de 38.750 $ i la renda mediana per família de 45.865 $. Els homes tenien una renda mediana de 32.456 $ mentre que les dones 23.646 $. La renda per capita de la població era de 17.690 $. Aproximadament el 6,3% de les famílies i el 8,9% de la població estaven per davall del llindar de pobresa.

## Poblacions més properes
El següent diagrama mostra les poblacions més properes.